# 小行星8205
小行星8205（英語：8205 Van Dijck）是一颗围绕太阳公转的小行星。1994年8月10日，艾瑞克·怀特·埃尔斯特在拉西拉天文台发现了此天体。
这颗小行星的绝对星等为351.88153等。